# Engelhartszell an der Donau
Engelhartszell an der Donau é um município da Áustria localizado no distrito de Schärding, no estado de Alta Áustria.